# Complesso universitario di Monte Sant'Angelo
Il complesso universitario di Monte Sant'Angelo è un conglomerato edilizio che sorge a Napoli nel quartiere Fuorigrotta, nei pressi dell'omonima collinetta. Inaugurato nel 1990 è una delle sedi più vaste dell'Università degli Studi di Napoli Federico II, dedicata principalmente ai dipartimenti dell'area scientifica ed economica dell'ateneo. All'interno del complesso sono presenti anche le sedi napoletane di alcuni centri di ricerca nazionali ed è un importante centro congressi. Al 2019 la struttura non risulta ancora del tutto completata.

## Storia
Nell'ambito del dibattito sul decongestionamento universitario partito alla fine degli anni sessanta, fu per spinta del rettore Giuseppe Cuomo che si giunse all'approvazione di una nuova sede per le facoltà tecniche e scientifiche della Federico II.
Nel 1975 fu approvato definitivamente il progetto dal piano regolatore, tuttavia gran parte dell'area circostante, in precedenza soprattutto agricolare, era stata occupata dalla speculazione e dall'abusivismo edilizio, relegando alla cittadella universitaria uno spazio minore a quello previsto inizialmente, con un perimetro irregolare. Furono per tale motivo sacrificati gli spazi aperti che avrebbero dovuto fare del complesso un vero e proprio campus universitario.
Nel 1980 fu individuato come concessionario l'azienda Infrasud, del gruppo IRI, alla quale furono affiancate le competenze dell'ateneo stesso nelle figure di Arrigo Croce, come consulente geotecnico, Elio Giangreco e Renato Sparacio, come consulenti delle strutture, Raffaele Vanoli e Vittorio Betta, come consulenti per l'impiantistica, Michele Capobianco e Massimo Pica Ciamarra come progettisti. Il progetto aveva come punto di riferimento i campus realizzati negli atenei e nelle facoltà dell'Europa del Nord negli anni cinquanta e sessanta. Tuttavia il complesso risulterà troppo aperto e dispersivo, non del tutto adatto al sistema universitario italiano.

## Descrizione

### Centro congressi
Nell'edificio principale il complesso è dotato di due centri congressi:
- Aula Carlo Ciliberto, con la capienza di 770 posti a sedere
- Sala Azzurra, con la capienza di 220 posti a sedere.

### Dipartimenti
Al settembre del 2022 il complesso è sede dei seguenti dipartimenti:
- Dipartimento di Scienze economiche e statistiche
- Dipartimento di Economia, Management, Istituzioni
- Dipartimento di Matematica e Applicazioni "Renato Caccioppoli"
- Dipartimento di Scienze Chimiche
- Dipartimento di Fisica "Ettore Pancini"
- Dipartimento di Biologia
- Dipartimento di Scienze della Terra, dell'Ambiente, delle Risorse.

### Centri di ricerca
All'interno della struttura sono presenti le sedi napoletane dei seguenti centri di ricerca:
- Il Consiglio Nazionale delle Ricerche (CNR)
- L'Istituto specializzato nel Rilevamento Elettromagnetico dell’Ambiente (IREA)
- L'Istituto Nazionale di Fisica Nucleare (INFN)
- Il Distretto Ad Alta Tecnologia per i Beni Culturali (Databenc).

### Infrastrutture sportive
Il complesso è dotato di due campi sportivi dedicati alle attività del CUS Napoli:
- Campo polivalente: 800 m²
- Campo polifunzionale: 500 m²

## Trasporti
La sede è raggiungibile con i bus dell'Azienda Napoletana Mobilità (linee S1, S2, R6 e 180) e dell'Ente Autonomo Volturno, oltre che con la Ferrovia Circumflegrea, dalla stazione di Traiano. È in costruzione la ferrovia locale Linea 7, che prevede una delle soste nella stazione di Monte Sant'Angelo, progettata dall'architetto britannico Anish Kapoor, anch'essa in costruzione, che sorgerà nei pressi del complesso universitario.